# Пале (община)
Вижте пояснителната страница за други значения на Пале.
Община Пале (на сръбски: Општина Пале) е разположена в Република Сръбска, част от Босна и Херцеговина. Неин административен център е град Пале. Общата площ на общината е 491.93 км2. Населението ѝ през 2004 година е 26 959 души.